# Mardihansu laht
Mardihansu laht eller Hundsvik är en vik på Dagö i västra Estland. Den ligger på gränsen mellan Hiiu och Emmaste kommun i Hiiumaa (Dagö), 150 km väster om huvudstaden Tallinn.
Mardihansu laht ligger på Dagös utsida mot Östersjön och avgränsas i väster av udden Suureranna neem och i söder av Haldi nina. Åarna Vanajõgi och Õngu jõgi har sitt utflöde i bukten. 
Det estlandssvenska ortnamnet Hundsvik avser egentligen ett större havsområde, från Dagerort i norr till Hundsort på Ösel i söder.